# دقلة (حريملاء)
دقلة، هي قرية من فئة (ب) تقع في محافظة حريملاء، والتابعة لمنطقة الرياض في السعودية. وتبعد دقلة عن محافظة حريملاء بمسافة تقارب (30) كم.